# 쇼와 천황의 전쟁 책임

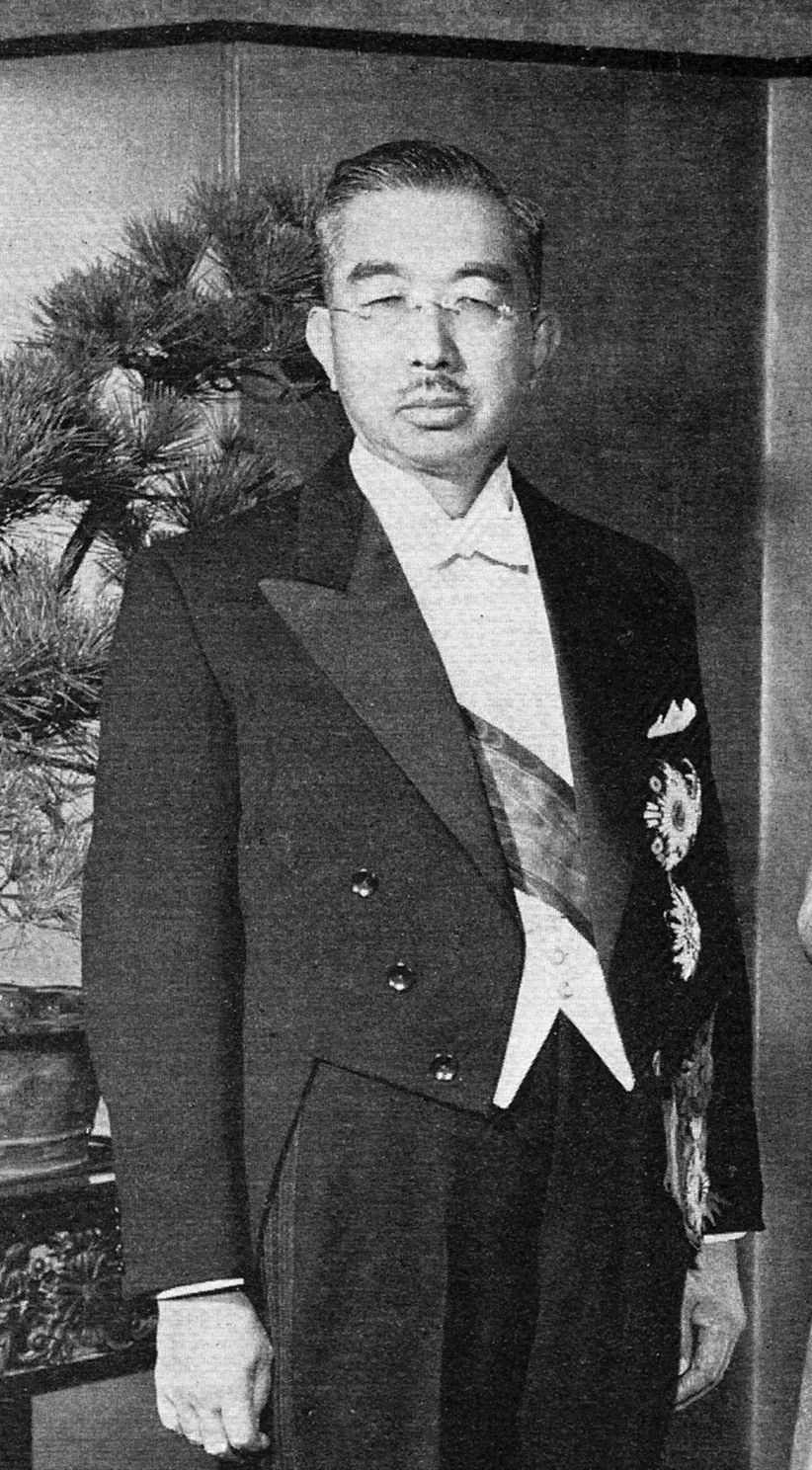
쇼와 천황

쇼와 천황의 전쟁 책임(일본어: 昭和天皇の戦争責任)은 일본 제국 헌법상의 군통수권자이자 일본제국 육군과 일본제국 해군의 대원수 최고지휘관이었던, 쇼와 천황의 만주사변, 중일전쟁 및 태평양 전쟁을 비롯한 각종 전쟁 범죄와 그에 따른 전쟁 책임을 말한다.
이에는 패전 후 연합군 점령 하 극동국제군사재판에서의 대외적 책임에 대한 소추 문제와, 일본내 패전 책임, 전쟁 희생자에 대한 책임 논의 등이 포함된다.

## 개요
종전 직후 난바라 시게루는 쇼와 천황의 전쟁 책임론에 대해 법률적, 정치적, 윤리적인 범주를 구분해서 발언했다. 전쟁 직후에는 천황의 전쟁 책임이 거론되고 또 퇴위해야 한다는 의견도 나왔었다.
쇼와 천황은 헌법에 따라 육해군 통수권을 가진 국가원수이자 일본군의 대원수였기에 침략 전쟁의 지도자였다. 그래서 도쿄 재판에서 국제법 위반으로 기소될 수 있었다. 또한 국민에 대한 정치·도덕적 책임, 인적·물적 손해, 영토 손실 등에 대한 책임 논의가 있었다. 그는 퇴위 의사가 있었지만 실현되지 않았다.
독일이 제1차 세계대전에서 패배할 때 11월 혁명이 일어나 제국이 붕괴한 것에 비하여, 연합군 최고사령부는 패전 후 의도적으로 일본 황실을 유지시켰다.

## 천황 책임론
전쟁으로 고통을 겪은 피해자 전반에 대한 책임이 있다는 것이다. 피해자에는 1) 피침략국의 민간인, 군인 2) 연합군의 피해 3) 일본내 민간인과 군인 등이 있다.
그 외에 일본과 싸운 교전국에 대한 책임은 없으며 일본의 민간인, 군인에게만 책임이 있다는 입장도 있다. 이것은 도조 히데키의 진술을 비롯 다수의 일본인이 가진 입장이다.
극동국제군사재판에 천황은 기소되지 않았지만 재판장 윌리엄 웹은 천황의 책임을 언급했다. 웹은 정치적 고려에 의해 기소되지 않았음도 밝혔다.
1, 천황의 권위는, 천황이 전쟁을 종결하였다는 점에서, 의문의 여지가 없을 정도로 증명되었다. (이하 생략)
1, 천황에 대하여 재판이 면제된 것은, 국제군사법정이 형을 선고함에 있어, 당연히 고려해야 할 것이었다고 나는 생각한다.
1, 천황은 항상 주위의 진언에 따라 행동해야 했다는 의견은, 증거에 반하거나, 또 만일 그렇다고 해도 천황의 책임이 경감되는 것은 아니다.
1, 나는 천황이 처형되어야 한다고 말하지는 않겠다. 이것은 내 관할 이외의 문제이고, 천황이 재판을 면한 것은, 의심할 여지없이 모든 연합국의 최선의 이익에 따라 결정된 것이다. .
또, 천황 자신도 전쟁 책임을 의식하고 있었다는 것은 각종 증언과 수기에서 확인되고 있다. 가령, 포츠담 선언 수락시의 1조건(국체수호)을 둘러싼 답변이나, 전후에 퇴위를 원하는 뜻을 나타낸 것 등이다.
천황의 전쟁 책임을 추궁하는 목소리는 패전 직후부터 이미 느슨한 형태로 존재하고 있었다. 미요시 다츠지 오야마 이쿠오 등이 그러했다.
천황의 전쟁책임을 본격적으로 추궁한 것은 이노우에 키요시의 '천황의 전쟁책임'이라는 글이었다. 이노우에 키요시의 주장은 다음과 같다.
- 쇼와 천황은 제국 헌법 제1조, 제3조, 제4조에서, 통치자, 신성(神聖), 원수로 규정되어 있으며, 대일본제국의 유일한 최고 통치자였다. 만약 히로히토 개인이 전쟁을 원하지 않았고, 신하에 의해서 전쟁이 벌어졌다고 해도, “결국은 천황이 직접 전쟁을 결의하는 것 외에는” 전쟁을 할 수가 없다.
- 천황은 일본 군대 유일 절대의 통수권자였다. 천황은 헌법 제11조 및 칙유에 의해 군 통수권자인 동시에 충군(忠君)의 도덕이 강조되었고, 상관의 명령은 곧 천황의 명령으로서 그것을 수행하는 것이 정당화되었다. 참모본부 등은 천황만의 명령을 받는 기관이며, 규정, 명령 등은 모두 천황에게 보고되었고, 재가를 받아 천황의 명령으로 전달・실시되었다. 통수권자인 천황이 명령 지휘하지 않는 전쟁은 없었고, 이것만으로도 “그 책임은 의심할 여지가 없다.”
- 또한 천황은 헌법 제1조 및 제3조에 규정된 신적 권위를 가지고 있었다. 1868년 천황이 통치자가 된 때부터, 정부는 “천황은 신의 자손이며, 정당한 통치자이고, 일본 국민은 천황을 무한으로 존숭하고, 반드시 따라야 한다”는 사상・신앙을 헌법과 교육 칙어로 명문화했고, 메이지-다이쇼-쇼와의 삼대를 거치며 이를 국민들에게 심어놓았다. 이렇게 ”천황의 권위가 일본 국민을 그 전쟁으로 몰고 갔던 것“이다. 1931년부터 1945년까지의 전쟁은 ‘범죄적 침략전쟁’이며, 천황은 책임을 져야한다.[16] .

쇼와 천황이 사망한 1989년 1월 7일, 일본공산당은 "천황 히로히토는 침략 전쟁의 최대 및 최고의 책임자"라는 중앙위원회 성명을 발표했다.
2005년 5월 8일 간 나오토는 TV에서 천황은 천황기관설 차원의 역할이었으므로 직접적인 책임은 없지만 상징적인 책임이 있었으므로 퇴위하여 전쟁 책임을 명확히 할 필요가 있었다고 말했다. .
쇼와 천황의 행위에 대해 구체적으로 책임을 추궁하는 목소리도 있다. 1945년 2월 14일 고노에 후미마로 전 총리는 패전을 확신하며 상주문을 올려 전쟁의 조기 종결을 요청했지만 천황은 전황을 유리하게 만든 뒤에 패배하는게 낫다고 판단하여 이를 거부했다. 이것은 천황이 능동적으로 판단해서 피해를 키운 결과가 된다. 천황이 이 상주문을 수용했다면 적어도 오키나와 전투와 히로시마, 나가사키 피폭은 없었을 수도 있다.
외교평론가 가세 히데아키도 종전시의 쇼와 천황의 태도에 대해 무책임했고 자신의 생존을 우선시했다, 이 무책임의 체계가 오늘날의 일본에 여전히 살아있다고 말했다.
1945년 일본이 제2차 세계 대전에서 항복을 선언하기 전까지는 일본은 《일본 제국 헌법》을 헌법으로 채용하고 있었다. 《일본 제국 헌법》에 따르면, 천황은 일본 제국의 통치권 총괄자로서 문무관의 임명, 육해군의 통수권, 그 편제 및 상비병액의 결정, 선전·강화 및 조약 체결 등 군사, 외교와 관련된 광범위한 권한을 가지고 있다. 그러나 천황의 국무에 대한 권한 행사는 국무대신들로부터 자문을 얻도록 규정했기 때문에 천황은 법률, 정책 상의 책임을 전혀 지지 않았고, 대신 그 책임을 국무대신들이 떠안아야 했다. 하지만, 사학자 이에나가 사부로는 제국 헌법이나 이하 법령과는 상관없이 메이지 유신 이래 "원로 공신"을 비롯한 중신들이 천황의 권한 행사에 관여하고, 내각이나 의회보다 강력한 권한을 행사했던 것을 지적하면서, 그 사례로 사이온지 긴모치를 비롯한 원로들이 총리 후보를 천거했던 것과 일본 항복 직전의 마지막 내대신·시종장 기도 고이치가 천황에게 전황이나 일본의 정책 등에 대해 보고했던 것을 들었다.

## 천황 책임 반대론
쇼와 천황은 입헌 군주로서 군림하되 통치하지 않았다는 입장이다. 천황을 보필·상주한 정치가 군인에게 책임이 있다는 것이다.
군인과 정치가도 책임이 없다는 입장은 일본이 독립 국가로 존속하기 위한 자위전쟁이었고 아시아 식민지를 구미 열강으로부터 해방시키기 위한 전쟁이라고 주장한다. 오히려 천황은 최대의 피해자라는 의견도 있다.
헌법에는 천황에게 거부권이 주어질 뿐 의사 결정과 정책 입안은 내각과 의회가 수행했다는 의견이 있다. 또한, 천황의 정치적 무답책이 규정되어 있다는 의견이 있다. 하지만 베르사유 조약에서 독일 황제 빌헬름 2세가 전 황제로서 책임을 추궁당한 것처럼 국제법상 기소 가능성은 있었다. 도쿄 재판에서도 군주무답책론이 언급되지 않았다.

## 천황의 면죄와 금기화
일본의 전쟁 범죄를 재판한 도쿄 재판에서는 쇼와 천황을 기소하는 움직임은 곧 사라졌으며 전후의 민주적 선거를 통해 구성된 국회에서 일본국 헌법을 제정하고 쇼와 천황의 지위를 유지하는 상징천황제가 시작되었다.
쇼와 천황의 전쟁 책임을 추궁하는 측은 이것이 미국이 조성한 비민주적 조치이며 지금까지 이 문제가 해결되지 못한 결정적 원인으로 본다. 또한, 이 조치는 일본을 서방으로 끌어들이려는 연합국의 정치적 의도에 따라 정해진 것이라고 주장한다.
반면 전쟁 책임 추궁 반대측은 이것이 미국에 의해 만들어진 합리적인 조치이며, 전후 일본의 민주화를 이끈 요인이라고 말한다. 천황제 폐지로 인한 전통문화, 자부심 훼손이 있었다면 상당한 악영향이 있었을 것이라고 본다. 쇼와 천황이 전범으로 처형되었다면 일본 국민은 미군정에 덜 협력했을 것이고 일본이 분열되었을 것이라고 말한다.
이후 쇼와 천황의 전쟁 책임은 사실상 금기화되었다. 1988년 천황의 전쟁 책임을 시의회에서 언급한 나가사키 시장 모토지마 히토시가 피격된 것은 대표적인 사건이다. 이후 나가사키 시장을 지지하는 편지가 각지에서 쇄도했다.

## 세계의 반응
연합국인 영국, 호주, 소련, 중국은 쇼와 천황의 전쟁 책임을 주장했으나 결국 소추를 면했다. 영국은 천황을 포로로 삼을 계획까지 했다. 1971년 쇼와 천황이 유럽을 방문했을 때, 벨기에, 프랑스에서는 환영받았지만 일본과 교전한 영국과 네덜란드에서는 퇴역 군인의 항의가 있었다. 영국은 쇼와 천황을 피에 물든 독재자로 묘사했다.
네덜란드에서는 쇼와 천황의 자동차에 계란과 보온병을 던졌고 쇼와 천황이 식수한 나무 모종이 뽑혔다. 역으로 1986년 베아트릭스 여왕의 일본 방문도 반대가 심했다.
1945년 6월 29일에 실시한 미국의 여론 조사에서는, 쇼와 천황을 처형해야 한다는 의견이 33%, 피소해야 한다는 의견이 17%, 종신형에 처해야 한다는 의견이 11%였다. 하지만 천황은 후에 디즈니랜드도 미군 병사 위령비도 방문했다.
히토쓰바시 대학의 교수였던 허버트 빅스 (Herbert P. Bix)는 저서 《히로히토 평전: 근대 일본의 형성》을 통해 "쇼와 천황은 반성없는 생애를 살았다"고 지적했으며, 2010년 이 책의 완역을 소개한 대한민국의 언론은 "쇼와가 평화주의자가 아님을 입증"했다고 평했다. 빅스의 《히로히토 평전》에 따르면 쇼와는 중일 전쟁에서 화학 무기의 사용, 최루탄의 사용을 허가했으며, 731 부대의 창설 또한 재가하였다. 또한 일본군의 살인, 방화, 약탈을 군의 최고 통수권자로서 제재하지 않았다.
쇼와 천황의 뒤를 이은 아키히토는 선친의 전쟁 책임 문제와 관련하여 "통석의 염"(일본어: 痛惜の念, 쓰라리게 아프고 안타까운 마음)을 금할 수 없다는 표현을 쓰며 사과했지만, 대한민국의 이명박 대통령은 독도 분쟁과 관련하여 "천황이 한국을 방문하려면 독립 운동가에게 사죄하라", "통석의 염 같은 표현을 쓰려면 오지 말라"면서 이 표현을 정면 비판했다. 아사히 신문 주필인 와카미야 요시부미는 이 표현을 "천황이 쓸 수 있는 표현의 최대 한계", "격식을 갖춘 정식 사죄는 실권을 가진 내각총리대신의 몫"이라고 말하며 천황을 변호하였다.

## 참고 문헌
- 이에나가 사부로(1985), 현명철 옮김(2005), 《전쟁책임》, ISBN 89-90618-04-5

## 같이 보기
- 일본의 전쟁 범죄
- 다나카 상주문
- 도조 내각
- 무조건 항복
- 연합군 점령하의 일본